# Juan Gorostiaga
Juan Gorostiaga Bilbao (Deusto, 30 de marzo de 1905 - Bilbao, 7 de junio de 1988) fue un escritor español.
Estudió teología y filosofía en la Universidad Pontificia de Comillas, y en el Instituto Pontificio Bíblico de Roma. Fue Académico de número de la Academia de la Lengua Vasca y miembro la Sociedad Lingüística de París. Sus obras más relevantes: Épica y Lírica vizcaína antigua (1952), Historia del Guecho antiguo (1952), Antología de Literatura popular vasca (1955). Obras sin publicar: Orígenes de la Lengua Vasca, Diccionario etimológico vasco y Los orígenes cristianos del País Vasco.

## Biografía
Nació en Deusto, pero su familia decidió mudarse a Guecho cuando éste tenía un año. Estudió en el centro “Jesuitas” de Durango. Después, en la Universidad Pontificia de Comillas, se graduó como doctor en Filosofía y Letras y también obtuvo la licencia de Teología. Posteriormente se especializó en Asiriología en el Instituto Bíblico de Roma donde estudió idiomas del Cercano Oriente. 
Debido a la Guerra Civil, se exilió a Cuba y allí ejerció como profesor en el Seminario de Santiago de Cuba siguiendo la orden del obispo carmelita vizcaíno Zubizarreta. También se hospedó en el convento de los Franciscanos. Se dedicaba a hacer investigaciones para hacer una clasificación del patrimonio de las palabras del euskera: por un lado, las palabras propias del euskera, y por otro, las que ha adoptado de fuera. Después se trasladó Francia y más tarde, a México, donde ejerció como misionero. Los últimos años de su vida se instaló como capellán de los Ángeles Custodios y párroco en Algorta, y no dejó de estar en contacto con el euskera.
Con respecto a la Academia de la Lengua Vasca, fue nombrado miembro correspondiente el 29 de enero de 1932 y miembro de número el 29 de diciembre de 1950. Desde 1933 fue responsable de la revista Euskera, y trabajó en la elaboración de diccionarios castellano-euskera. En la posguerra fue bibliotecario de la Academia de la Lengua Vasca (1953-1970).

## Obras

### Libros
- Épica y Lírica Vizcaína antigua.[4] (Bilbao, 1952).
- Vocabulario del refranero vizcaíno de 1596.[5] (Salamanca, 1953).
- Historia de la anteiglesia de Guecho.[6] Bilbao, 1953.
- Antología de poesía popular vasca.[7] (San Sebastián, 1955).

### Artículos
- "El testimonio de la lengua en la Prehistoria. Ensayo de Paleontología
Iingüística vasca. Otro aspecto de la antigua religión euskaldun. Los nombres
vascos del día festivo".[8] Euskera (1934), 274.
- "El fondo primitivo de la lengua vasca o los grupos etimológicos" [9] BAP
(1953), 545.
- "Toponimia céltica del País Vasco" [10] BAP (1953), 211.
- "Diccionario etimológico de la lengua vasca" [11] Euskera (1958), 63.
- "Euskera bat edo unificación del euskera" [12] Euskera (1959), 96.
- "Juan Antonio Mogel eta historia aurreko Espaiñia" [13] Euskera (1960), 168.
- "Los nombres vascos de los días de la semana" [14] Euskera (1959), 87.
- "Los nombres vascos de los meses" [15] Euskera (1958), 51.
- "Polifacética tradición euskalduna" [16] Euskera (1960), 317.
- "Urtzi-Dios" [17] Riev (1934), 672.